# Forpus conspicillatus caucae
Forpus conspicilliatus caucae es una subespecie del periquito de anteojos (Forpus conspicillatus).
Su área de distribución es en zonas tropicales al suroeste de Colombia, en los departamentos de Cauca y Nariño y, posiblemente, también en el norte de Ecuador.
Se trata de una subespecie extremadamente similar a la nominal, siendo su principal diferencia las marcas un poco menos extensas en el azul alrededor de los ojos, y un tono menos cobalto en ojos, alas y rabadilla.

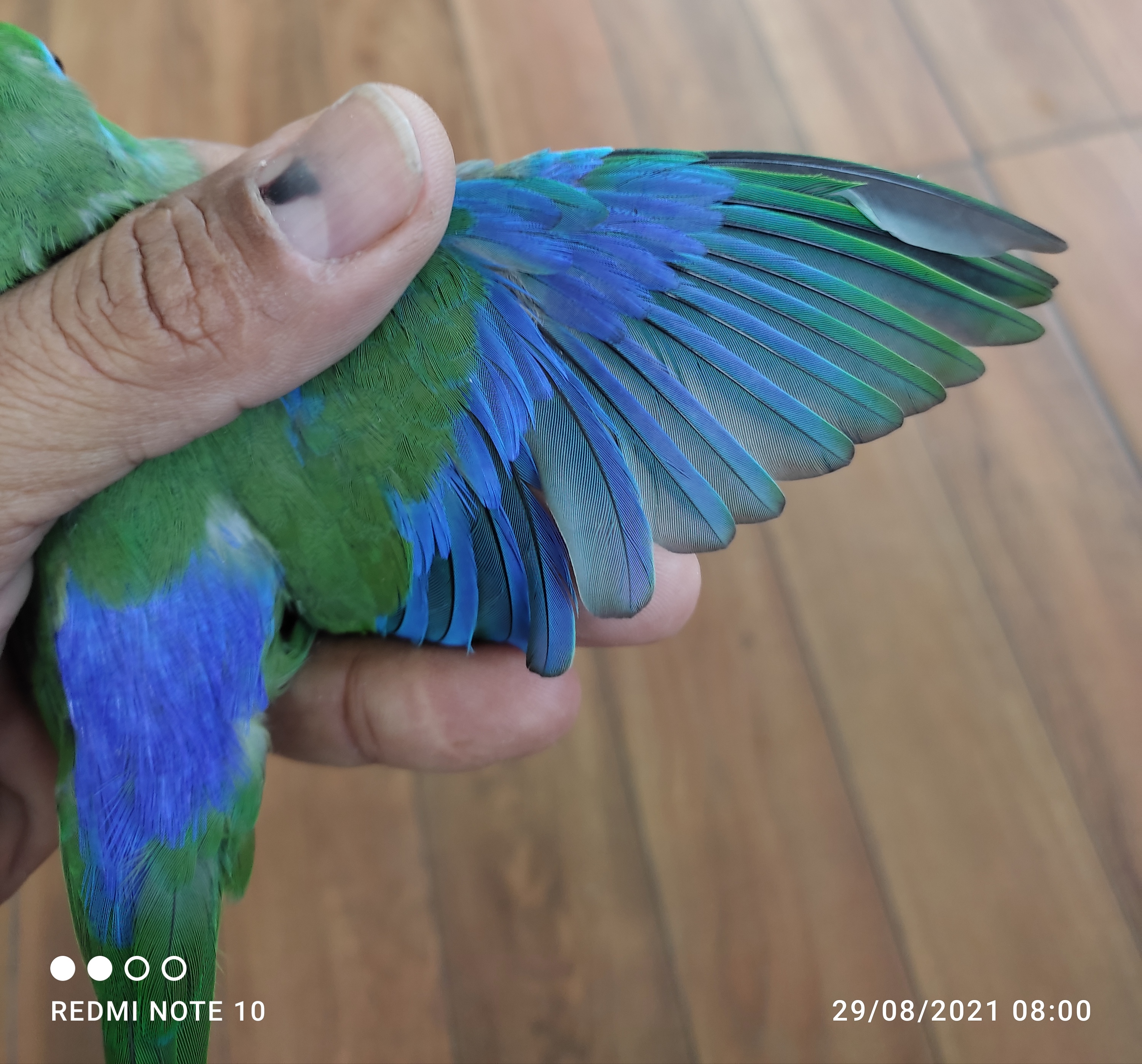
Estudio plumaje macho adulto de Forpus conspillatus caucae

El primer ejemplar fue descrito por Chapman en 1915, señalando que fue encontrado a 3500 pies de altura sobre el nivel del mar en Cali, valle del Cauca. Así mismo, señaló que vive en el valle de Río Dagua.